# 东浦站 (咸镜北道)
東浦站（韓語：동포역）是朝鮮民主主義人民共和國咸镜北道稳城郡的一個鐵路車站，属于东浦线。

## 邻近车站
东浦线
鍾城站 - 東浦站